# 地獄天使 (幫會)

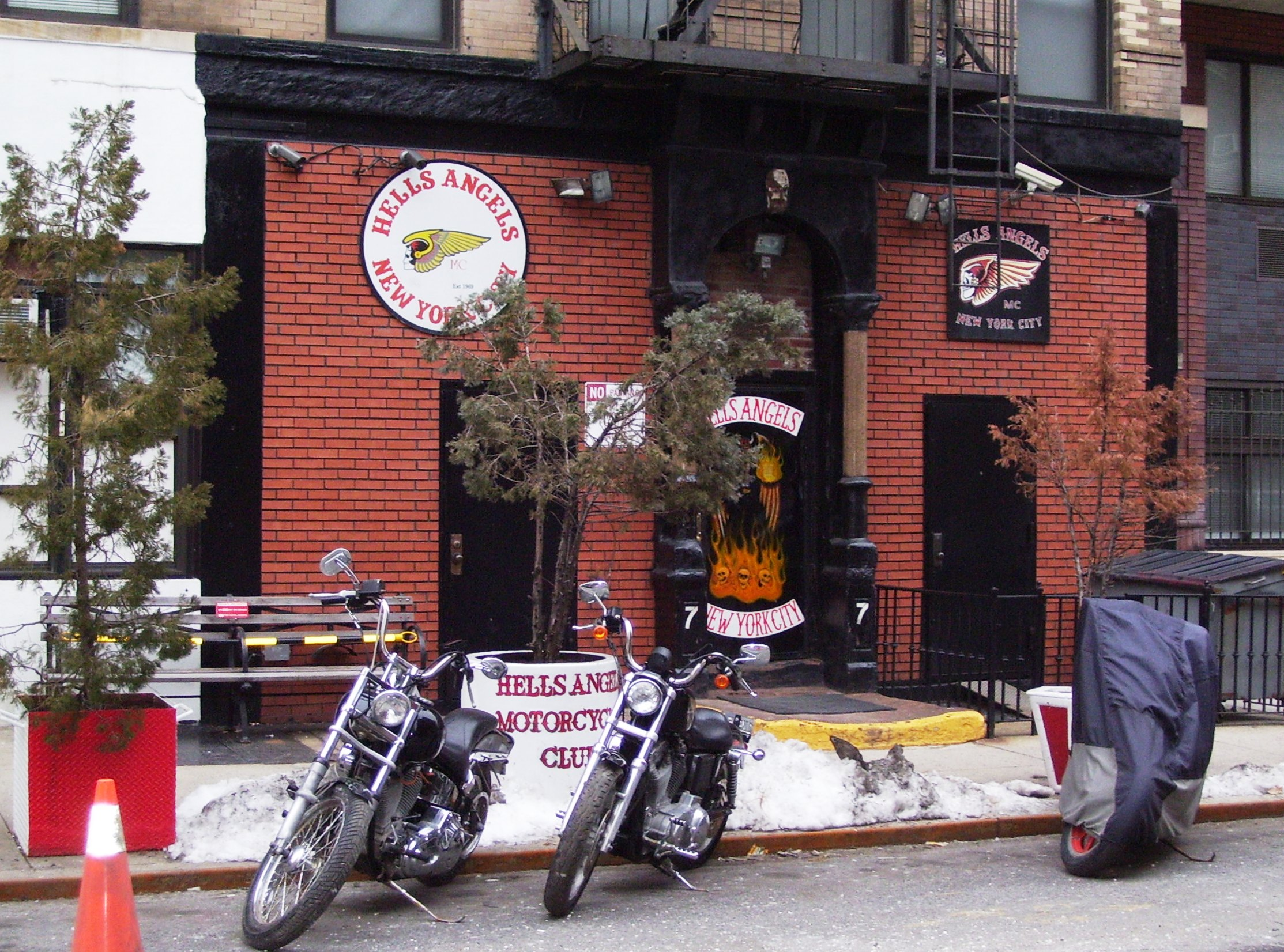
地獄天使美國紐約市分會的俱樂部

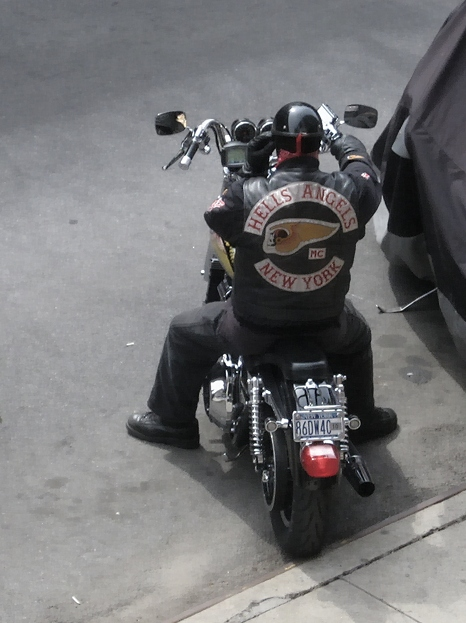
會員典型的打扮

地獄天使是一個被美國司法部視為有組織犯罪集團的摩托车帮会，其暱稱包括HA（Hells Angels的縮寫）、紅白（白底紅字的布章）和81（H和A在字母中排行第8和第1）。會員大多騎乘哈雷摩托车，主要是由白人男性組成，小部分成員是西班牙裔和美洲原住民血統，沒有任何黑人。

## 歷史
地獄天使由加州方塔納的畢曉普家族（英語：Bishop family）在1948年3月17日所創立，其命名源自創始人之一阿爾維德·奧爾森（英語：Arvid Olsen）在第二次世界大戰中曾經效力過的飛虎“地獄天使”中隊。成立後即開始加入許多其他俱樂部成員，包括著名的布魯明頓憤怒私生子和豪飲戰士。
地獄天使最著名的成員是桑尼·巴格，他是加州奧克蘭分會的創始人，在奧圖·佛萊迪入監服刑後，接任了總會長一職。桑尼常被誤認為是地獄天使的創始人。

## 成員
成為地獄天使的組織成員是非常困難的，首先需要收到分會的邀請，擁有駕駛執照、自備一台排氣量750cc以上的摩托車（通常要是哈雷摩托車公司的車款，但布爾摩托車公司或其他美國車廠的也可能被接受），熱愛騎車旅行，並具有正常的身體素質和個性。性侵犯、警察和監獄職員的第二代不可加入俱樂部。
通過審核者可成為遊蕩者（英語：The Hang-around），獲得俱樂部的友誼、共同騎車的機會，俱樂部成員也會給予評判。經過漫長（至少一年）的相處後，遊蕩者可升為被觀察者（英語：Associate）。在通過被觀察時期後，可升為潛在成員（英語：Prospect，也譯為菜鳥），沒有表決權，可參加某些俱樂部的活動或會見其他成員，以及在背心底部縫上該州的名稱。最後一個階段是通過全體成員的一致投票後，才升為正式成員（英語：The Fully Patched Member），獲得在背心縫上俱樂部名稱、徽章、分會名條和階級布章的資格。
此外，一旦加入就不能離開，承諾加入俱樂部即視為性命承諾。若是被驅逐，必須繳回背心和徽章，並清除身上有關俱樂部的所有刺青。這項規則的例外是，若成員為俱樂部忠誠的效命多年，到了退休年齡，他們可以被允許優雅的退出，並且在某些情況下，甚至可以保留背心和徽章。

### 高級成員
地獄天使的高級成員包括會長（英語：President）、副會長（英語：v President）、軍士長（英語：Sgt at Arms）、秘書長（英語：Secretary）和財務長（英語：Treasurer）。其他特殊職務會有額外的名條繡在背心上，如創幫成員、殺手、榮譽騎士等。在許多機車幫會中，這套高級成員的階級頭銜都是相似的。

## 犯罪活動和事件
參見主條目：地獄天使的刑事指控和事件
許多警察和國際情報機構將地獄天使摩托車俱樂部歸類為「違法機車幫會」，並認為成員進行廣泛的暴力犯罪，包括非法持槍、販毒、走私軍火、持械搶劫、襲擊、洗錢、敲詐、販運贓物、謀殺、勒索和擔任殺手，並參與色情行業。該組織成員不斷宣稱他們只是一群摩托車愛好者，只會一起組織社會活動，例如公路旅行、募捐活動、聚會和摩托車集會。任何犯罪都是個人責任，而不是整個俱樂部。除了在美國各地之外
，地獄天使在世界上許多國家都有成員被指控犯罪或被定罪的紀錄，包括澳大利亞、比利時、加拿大、丹麥、德國、荷蘭、挪威、南非、西班牙、瑞典、土耳其、愛爾蘭和英國。

## 影響
2008年，美國犯罪類電視劇《混亂之子》的原型便參考自地獄天使，劇組也聘請地獄天使奧克蘭分會的成員大衛·拉布拉瓦擔任技術顧問，並參演了一個角色哈皮·羅曼。

### 流行文化

#### 遊戲
- 2013年動作冒險遊戲的《俠盜獵車手V》有提起該組織
- 《真女神轉生系列》中的一隻惡魔